# Delopleurus parvus
Delopleurus parvus là một loài bọ cánh cứng trong họ Bọ hung (Scarabaeidae).